# چارلز کندی
چارلز کندی (انگلیسی: Charles Kennedy; ۲۵ نوامبر ۱۹۵۹ – ۱ ژوئن ۲۰۱۵) یا چارلز پیتر کندی، یک سیاستمدار بریتانیایی بود که تحت عنوان رهبر حزب لیبرال دموکرات از سال ۱۹۹۹ تا ۲۰۰۶ به فعالیت می‌پرداخت، او از سال ۱۹۸۳ تا ۲۰۱۵، به نمایندگی از منطقه راس، سکای و لاخابر، عضو مجلس بود.
کندی در سال ۱۹۸۳ برای مجلس عوام انتخاب شد.